# Jardin Mobile
 (septembre 2021).
Le Jardin mobile est un supermarché basé à Québec (Québec, Canada) spécialisé dans la vente des fruits et légumes, fondé par monsieur Ambroise Jobin dans les années 1950. Celui-ci effectuait la livraison à domicile de fruits et de légumes, d'où origine le nom de son entreprise. Au début des années 1970, il installe un kiosque saisonnier de ventes de fruits et légumes à proximité de sa propriété. En 1975, le fils du fondateur, Raynald Jobin, ouvre le premier supermarché Le Jardin Mobile dans le quartier Neufchâtel de Québec. Un second magasin suit en 1982 à Charlesbourg. Le développement de l'entreprise s'accélère à partir de la fin des années 1980, pour atteindre les 20 succursales au Québec en 2010. En 2010, le Jardin mobile s'associe au site web SOS Cuisine afin de proposer des menus utilisant des produits de l'épicerie.
Le professeur Bruno Larue du Département d'économie agroalimentaire et des sciences de la consommation de l'Université Laval cite en exemple le Jardin Mobile quant à la capacité des épiceries de se démarquer des grandes surfaces afin de survivre dans un contexte de déréglementation de l'industrie du commerce de détail en alimentation.
Le 24 avril 2011, Le Jardin Mobile s'est fusionné avec Le Marché Végétarien afin de former le Groupe Épicia qui comprend aussi les bannières Les Arpents Verts et Jardin du Mont.
Le 21 mai 2014, Groupe Épicia annonce la fermeture de 6 de leurs succursales, dont 5 Le Jardin Mobile. Les succursales sont : Val-Bélair, Galerie de la Canardière, boulevard Louis-XIV, Saint-Romuald ainsi que celui sur le chemin Ste-Foy, proche de l'hôpital Laval.
Le 9 janvier 2015, Groupe Épicia annonce la fermeture de 14 de leurs succursales, dont 11 Le Jardin Mobile. Seulement 4 resterons ouvertes. Soit les succursales des Halles de Sainte-Foy, des Halles du Petit-Cartier, du boulevard Lebourgneuf et celui de Sainte-Foy, sur la rue de La Pérade. Toutes les autres succursales fermeront leurs portes. Aussi, le centre de distribution de Québec ferme ses portes en 2015.
Trois jours plus tard, le 12 janvier 2015, le groupe Épicia se place sous la loi de la protection de la faillite. Dans un document publié par la suite, le Groupe Épicia déclare 22,9M $ de dettes à 636 créanciers.
Le 4 juin 2015, La ferme Régis se porte acquéreur du Groupe Épicia
Le 28 janvier 2018, le Jardin Mobile sur La Pérade a fermé ses portes en raison de la fin du bail. 13 employés ont perdu leurs emplois.

## Succursales
- 1975 : Boul. Bastien, Québec, Fermé en 2015. Maintenant une garderie.
- 1982 : Boul. du Jardin, Charlesbourg, Fermé en 2015. Était devenue un magasin de soulier et de vêtements, maintenant à vendre.
- 1986 : Rue de la Pérade, Sainte-Foy, Fermé en 2018. Sera démolie pour faire place à un complexe immobilier.
- 1987 : Boul. de l’Ormière, Québec, Fermé en 2015. Maintenant un magasin de chaussure ainsi qu'un magasin de saucisses/bières.
- 1987 : Route Kennedy, Lévis, Fermeture en 2015. Maintenant un Dollarama et un restaurant.
- 1988 : Centre de distribution, avenue Godin, Vanier (Québec), Fermé en 2015. Maintenant une compagnie de pomme de terres ainsi que les cuisines des restaurants Ashton.
- 1988 : Rue Seigneuriale, Beauport, Fermé en 2015. Vide pour le moment.
- 1989 : 1re Avenue, Charlesbourg, Fermé en 2015. Maintenant un commerce de fruits et légumes, Pomme Salade.
- 1992 : Route Jean-Gauvin, Sainte-Foy, Fermé en 2015. Maintenant un Dollarama.
- 1992 : Chemin Sainte-Foy, Sainte-Foy, Fermé en 2014. En travaux.
- 1994 : Route 116, Saint-Nicolas, Fermé en 2015. Maintenant une clinique dentaire et une brûlerie.
- 1994 : 4e Avenue, Saint-Romuald, Fermé en 2014. Maintenant plusieurs boutiques et restaurants.
- 1996 : Avenue Maguire, Sillery, Fermé en 2015. Maintenant une clinique médicale.
- 1996 : Galeries de la Canardière, Québec, Fermé en 2014. Maintenant un Subway.
- 2000 : Les Halles de Sainte-Foy, Sainte-Foy–Sillery
- 2000 : Les Halles Cartier, Québec
- 2000 : Angle av. Industrielle et Henri-IV, Val-Bélair, Fermé en 2014. Maintenant un restaurant et un dépanneur.
- 2004 : Boul. Lebourgneuf, Québec
- 2005 : Avenue St-Jean-Baptiste, Québec, Fermé en 2015. Maintenant Panier Extra.
- 2006 : Place de la Cité, Sainte-Foy, Fermé en 2015. Maintenant un Dollarama.
- 2007 : Boul. Louis XIV, Charlesbourg, Fermé en 2014. Un restaurant Dixie Lee est maintenant là.